# Dicroglossinae
Dicroglossinae Anderson, 1871 è una sottofamiglia di anfibi dell'ordine degli Anuri.

## Distribuzione
Le specie di questa sottofamiglia sono diffuse in gran parte dei territori africani e asiatici.

## Tassonomia
La sottofamiglia comprende 201 specie raggruppate in 12 generi:
- Allopaa Ohler y Dubois, 2006 (2 spp.)
- Chrysopaa Ohler y Dubois, 2006 (1 sp.)
- Euphlyctis Fitzinger, 1843 (8 spp.)
- Fejervarya Bolkay, 1915 (13 spp.)
- Hoplobatrachus Peters, 1863 (5 spp.)
- Limnonectes Fitzinger, 1843 (78 spp.)
- Minervarya Dubois, Ohler, and Biju, 2001 (37 spp.)
- Nannophrys Günther, 1869 (4 spp.)
- Nanorana Günther, 1896 (30 spp.)
- Ombrana Dubois, 1992 (1 sp.)
- Quasipaa Dubois, 1992 (12 spp.)
- Sphaerotheca Günther, 1859 (10 spp.)

### Alcune specie

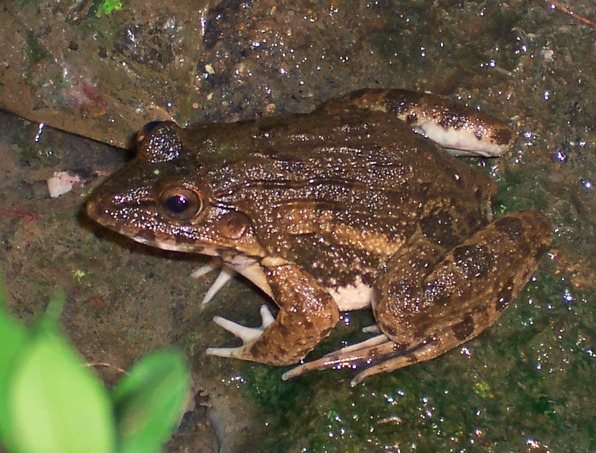
Fejervarya cancrivora
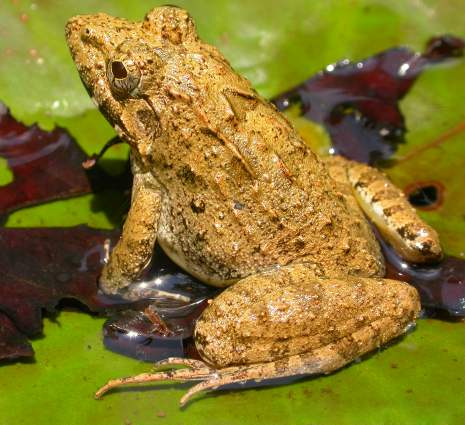
Hoplobatrachus tigerinus